# Walter Haworth
Walter Norman Haworth (White Coppice, 19 maart 1883 – Birmingham, 19 maart 1950) was een Brits scheikundige die het meest bekend is om zijn baanbrekend werk aan ascorbinezuur (vitamine C) dat hij aan de Universiteit van Birmingham deed.
Hij kreeg in 1937 de Nobelprijs voor Scheikunde "voor zijn onderzoek naar koolhydraten en vitamine C". Hij deelde de prijs met de Zwitserse scheikundige Paul Karrer voor zijn werk aan andere vitamines.

## Biografie
Haworth was het vierde kind en tweede zoon van Thomas en Hannah Haworth. Zijn vader, wiens familie een traditie bezat in zaken, was directeur van een linoleumfabriek en verwachtte dat zijn zoon hem zou opvolgen. Na eerst een tijdje in de fabriek van zijn vader gewerkt te hebben ging hij in 1903, tegen de wil van zijn ouders, in Manchester scheikunde studeren. Hierna studeerde hij in Göttingen.
In 1912 werd Haworth lector aan de Universiteit van St Andrews in Schotland en raakte geïnteresseerd in koolhydraatscheikunde, die in St Andrews werd onderzocht door Thomas Purdie (1843–1916) en James Irvine (1877–1952). Van 1920 tot 1925 was hij hoogleraar organische chemie aan de universiteit van Durham en van 1925 tot 1948 hoogleraar-directeur van het scheikundig laboratorium van de universiteit van Birmingham.

## Werk
Haworth begon zijn werk in 1915 met simpele suikers en ontwikkelde een nieuwe methode om methylethers uit suikers te maken met gebruik van methylsulfaten en alkali. Hierna begon hij onderzoek naar de structurele eigenschappen van disacharides.
In 1934, toen hij met Edmund Hirst samenwerkte, synthetiseerde hij vitamine C en verhelderde de structuur ervan op. Haworth schreef talrijke artikelen en droeg bij aan Advances in Carbohydrate Chemistry. Zijn boek The Constitution of Sugars werd in 1929 uitgegeven. De Haworthprojectie, een simpele manier om chemische structuren weer te geven, is naar hem genoemd.

## Erkenning
Haworth was president van de Chemical Society (1944-1946) en daarnaast Fellow (1928) en vicepresident (1947-1948) van de Royal Society of Londen. Hij ontving eredoctoraten van universiteiten zoals die van Belfast, Zürich en Oslo, een eredoctoraat rechten van Manchester en lidmaatschappen van negen buitenlandse wetenschappelijke academies. In 1934 werd hij onderscheiden met de Davy-medaille. Hij werd geridderd in 1948 en sindsdien mag hij als sir benoemd worden.
1901: Van 't Hoff ·
1902: E. Fischer ·
1903: Arrhenius ·
1904: Ramsay ·
1905: Baeyer ·
1906: Moissan ·
1907: Buchner ·
1908: Rutherford ·
1909: Ostwald ·
1910: Wallach ·
1911: Curie ·
1912: Grignard, Sabatier ·
1913: Werner ·
1914: Richards ·
1915: Willstätter ·
1918: Haber ·
1920: Nernst ·
1921: Soddy ·
1922: Aston ·
1923: Pregl ·
1925: Zsigmondy ·
1926: Svedberg ·
1927: Wieland ·
1928: Windaus ·
1929: Harden, Euler-Chelpin ·
1930: H. Fischer · 
1931: Bosch, Bergius ·
1932: Langmuir ·
1934: Urey ·
1935: F. Joliot-Curie, I. Joliot-Curie ·
1936: Debye ·
1937: Haworth, Karrer ·
1938: Kuhn ·
1939: Butenandt, Ružička ·
1943: Hevesy · 
1944: Hahn ·
1945: Virtanen ·
1946: Sumner, Northrop, Stanley ·
1947: Robinson · 
1948: Tiselius · 
1949: Giauque ·
1950: Diels, Alder ·
1951: McMillan, Seaborg ·
1952: Martin, Synge ·
1953: Staudinger ·
1954: Pauling ·
1955: Vigneaud ·
1956: Hinshelwood, Semjonov ·
1957: Todd ·
1958: Sanger ·
1959: Heyrovský ·
1960: Libby ·
1961: Calvin ·
1962: Perutz, Kendrew ·
1963: Ziegler, Natta ·
1964: Hodgkin ·
1965: Woodward ·
1966: Mulliken ·
1967: Eigen, Norrish, Porter ·
1968: Onsager ·
1969: Barton, Hassel ·
1970: Leloir ·
1971: Herzberg ·
1972: Anfinsen, Moore, Stein · 
1973: E.O. Fischer, Wilkinson · 
1974: Flory ·
1975: Cornforth, Prelog ·
1976: Lipscomb ·
1977: Prigogine · 
1978: Mitchell ·
1979: Brown, Wittig ·
1980: Berg, Gilbert, Sanger ·
1981: Fukui, Hoffmann ·
1982: Klug ·
1983: Taube ·
1984: Merrifield ·
1985: Hauptman, Karle ·
1986: Herschbach, Lee, Polanyi ·
1987: Cram, Lehn, Pedersen ·
1988: Deisenhofer, Huber, Michel ·
1989: Altman, Cech ·
1990: Corey ·
1991: Ernst ·
1992: Marcus ·
1993: Mullis, Smith ·
1994: Olah ·
1995: Crutzen, Molina, Rowland ·
1996: Curl, Kroto, Smalley ·
1997: Boyer, Walker, Skou ·
1998: Kohn, Pople ·
1999: Zewail ·
2000: Heeger, MacDiarmid, Shirakawa ·
2001: Knowles, Noyori, Sharpless ·
2002: Fenn, Tanaka, Wüthrich ·
2003: Agre, MacKinnon ·
2004: Ciechanover, Hershko, Rose ·
2005: Grubbs, Schrock, Chauvin ·
2006: Kornberg ·
2007: Ertl ·
2008: Shimomura, Chalfie, Tsien ·
2009: Steitz, Yonath, Ramakrishnan ·
2010: Heck, Negishi, Suzuki ·
2011: Shechtman ·
2012: Kobilka, Lefkowitz ·
2013: Karplus, Levitt, Warshel ·
2014: Betzig, Hell, Moerner ·
2015: Lindahl, Modrich, Sancar ·
2016: Sauvage, Stoddart, Feringa ·
2017: Dubochet, Frank, Henderson · 
2018: Arnold, Winter, Smith ·   
2019: Goodenough, Whittingham, Yoshino ·
2020: Charpentier, Doudna ·
2021: List, MacMillan ·
2022: Bertozzi, Meldal, Sharpless ·
2023: Bawendi, Brus, Jekimov ·
2024: Baker, Hassabis, Jumper